# Lacrimosa (banda)
Lacrimosa es una banda alemana, establecida en Suiza de metal gótico, fundada en 1990 por Tilo Wolff e integrado desde el año 1994 por la finlandesa Anne Marjanna Nurmi.
Mezclan diversos estilos musicales tales como, neoclasicismo, toques folk, uso de violines, trompetas y otros instrumentos orquestales como órganos o más folclóricos como flautas. Sus letras están escritas principalmente en alemán, aunque algunos de sus álbumes tienen contenido en inglés, español, ruso, latín y finés. Sus canciones versan sobre la soledad, la analogía del hombre con el autómata, la tristeza, la oscuridad, la desesperación, confusión, la felicidad, el anhelo, la desesperanza, la muerte y el amor.

## Desarrollo temático y musical
Todo comienza en verano del año 1990, cuando un joven alemán de 18 años comienza a componer líricas como un modo de expresar al mundo sus pensamientos y sentimientos y no dejarlos olvidados en un diario. Sin saber nada de piano ni composición, comienza a crear los primeros acordes de la música que sería de su entonces banda solista Lacrimosa, nombre y música inspirada en el Réquiem de Mozart. En noviembre del mismo año lanza de manera underground su primer demo, grabado en el estudio "Sodoma&Gomorra TonStudio" ubicado cerca de Basilea, Suiza. Este se graba en casete y es titulado "Angst" (posteriormente "Clamor"), el cual contenía sólo dos canciones: "Seele in Not" y "Requiem", las cuales poseen una mezcla y masterización diferentes a las versiones de su posterior álbum "Angst", además de pequeños detalles diferentes en la edición. El diseño del booklet es totalmente hecho a mano por el mismo Tilo Wolff, en donde se aprecia la primera versión del característico arlequín que representa actualmente la banda. Se publicaron sólo 100 copias de este tape, de las cuales se dice que sólo 90 Tilo Wolff distribuyó de manera underground entre sus amigos, discotecas góticas, entre otros. Este joven muchacho se convierte así en la nueva promesa del gótico Europeo que por aquellos años comenzaba fuerte como nuevo movimiento musical y estilista.
Fue en el año 1991 que Tilo Wolff, ya de una manera más profesional, produjo su primer álbum con 6 canciones, las cuales incluían las dos primeras de su demo con el mismo nombre y además creó su propio sello discográfico, Hall Of Sermon, con el fin de mantener siempre una completa libertad artística en sus obras musicales. Angst nos encierra en una atmósfera de melancolía, tristeza y soledad a través de sonidos minimalistas y lentos, a base de teclados y sintetizadores, junto a una voz suave, depresiva y gritos desgarradores. 
El año 1992 lanza "Einsamkeit" y en 1993 comienza la tradición de sacar sencillos antes de los álbumes presentando así el sencillo "Alles Lüge", anticipo de su tercer álbum, Satura. Estas producciones siguen la misma temática de su primer álbum tocando temas como el miedo, la falta de ayuda, la soledad, la no existencia, la inexistencia de amor y la muerte, sin embargo, se evidencia una evolución en la música de Tilo al comenzar a sumar guitarras eléctricas, bajos y baterías programadas en sus canciones, siendo estas más rápidas y producidas. Fue en este último año, en la gira de su tercera producción, cuando Wolff conoce a Anne Nurmi (ex Two Witches), a quien le pide formar parte de Lacrimosa para apoyo en teclados y voz. La primera aparición de Anne Nurmi junto a Lacrimosa es en el videoclip de la canción Satura e ingresa oficialmente a la banda en primavera de 1994.
Como tema anexo a su producción musical es que en 1992 Tilo Wolff fue elegido junto a Bruno Kraumm (Das Ich) y Oswald Henke (Goethes Erben) para grabar un disco; gracias a convocatoria de Christian Dörge, quien reclutó a la flor y nata del movimiento gótico surgido en Alemania, siendo el resultado de esto el álbum "Lycia", publicado finalmente en 1993. Wolff interpretó las siguientes canciones (compuestas en conjunto con Dörge): Der Satyr, Weltschmerz, Kriegsvögel & Mystische Rosenmadonna. 
El año 1994 lanza el sencillo "Schakal" el cual antecede la nueva transformación de Lacrimosa en su posterior álbum en 1995, "Inferno". Aquí este gótico introduce ya una banda de sesión y roza la orquestación sinfónica, acercándose así al metal gótico. Disco que por primera vez incluye una canción en la que acepta la contribución de su nueva integrante, siendo esto común en cada uno de sus álbumes futuros. Las letras dejan un poco la soledad que abrumaban sus antiguas producciones.
En 1996 presenta el sencillo "Stolzes Herz" por el cual le otorgan el premio “Alternative Music Award” debido a la gran aceptación de la misma producción. 
"Stille" se lanza en 1997, disco que atrajo enormemente al público por la fusión de una Orquesta Sinfónica, un coro y una banda de Gothic Metal, las que se complementan de una manera armoniosa, delicada y a la vez potente. Las letras comienzan a tener un enfoque más humanitario y social, lo que demuestra la transformación de Lacrimosa. 
En 1998, con varios clásicos ya bajo el brazo, se atreven a lanzar su primera producción en directo, titulada "Live", concierto que muestra una gran potencia musical, con ejecuciones prolijas de sus músicos e interpretaciones vocales enérgicas de Tilo y Anne. Este disco incluiría también videos en vivo e imágenes del backstage del Tour, pero debido a la demora en la producción del mismo, Tilo desistió de la idea. 
Con el sencillo "Alleine zu zweit" en 1999 y su disco "Elodia" en el mismo año, se marca un hito en la historia y crecimiento de Lacrimosa al lanzar un álbum donde destaca primordialmente lo sinfónico gracias a la participación de la Orquesta Sinfónica de Londres. El concepto del disco se divide en 3 actos y se interna en el tema del amor. El primer acto trata del amor que se agobia; el segundo trata sobre la separación de este amor y el tercero comienza con un réquiem y terminando finalmente en una promesa de reencuentro. 
Con "Der Morgen Danach" y "Fassade" el 2001, Lacrimosa presenta un disco que continúa con la estructura de Elodia, también totalmente orquestado pero con un toque más pesado y oscuro. Aquí las letras dan un enfoque más social, donde se realiza una fuerte crítica al manejo del ser humano por el dinero y el glamur.
En 2002 Lacrimosa lanza un sencillo dividido en dos partes, "Durch Nacht und Flut", en donde se muestra un acercamiento a la música electrónica. En 2003, "Echos", muestra a la banda en un paso más sobrio y elegante, experimentado con nuevos estilos, pero siempre manteniendo la intensidad emocional de cada tema. Como forma de tributo a sus fanes de Latinoamérica, Tilo incluye el bonus track de la canción “Durch Nacht un Flut” con el último fragmento interpretado en español. 
Como cada álbum, en 2005 Lacrimosa muestra un nuevo cambio en cuanto a sonidos y estética, el álbum "Lichtgestalt" muestra el lado elegante y amoroso del espíritu humano y rescata la esperanza. Posterior a este disco, el mismo año, se lanza el EP "Lichtgestalten", que, en palabras del propio músico, las canciones de este EP sólo podían ser entendidas si primero se escuchaba el álbum.
En 2007, después de una larga gira y espera, se lanza el segundo disco en vivo Lichtjahre, el cual fue grabado en países como Alemania, Japón, México, Polonia y Rusia. Aquí Lacrimosa nos muestra una nueva alineación, además de un sonido más elegante y maduro en cuanto a interpretación se refiere. Este nuevo disco se publicó a la par con el DVD Lichtjahre que contiene temas como «Lichtgestalt» (Figura de Luz), «Der Morgen Danach» (La Mañana siguiente), «Alles Lüge» (Todo Mentira), «Durch Nacht und Flut» (A Través de la Noche y la Marea). El DVD fue grabado en forma de película en el cual contiene momentos con sus fanes, entrevistas, detrás de cámaras, etc.
En mayo de 2009 publicaron "Sehnsucht", con 10 canciones, dos más de lo normalmente acostumbraban a entregar. Para este trabajo se publicaron dos ediciones, una estándar y una especial, constando esta última con una producción y arreglos diferentes de 6 de las canciones de la edición normal, además de la primera portada de un álbum a color. Este disco nos entrega una mezcla instrumentalmente diferente, a opinión personal, un sonido más metalizado y menos pulcro. En cuanto a concepto, continúa una historia de amor y desamor a través de sus líricas. 
El 11 de julio de 2009 realizaron una gira por Latinoamérica, visitando Argentina, Chile, Perú, Ecuador y México. La gira continuó más tarde por Japón, China, Italia, Alemania, Suiza, Austria, Bélgica y Polonia.
En 2010, con motivo de su vigésimo aniversario, Lacrimosa lanzó a la venta el CD doble titulado "Schattenspiel" el que contiene 18 canciones: 16 inéditas de álbumes anteriores y 2 totalmente nuevas. Tilo se refirió a esta compilación como un regalo para sus seguidores más antiguos en un modo de rechazo hacia un “The best of Lacrimosa”. 
En 2012 lanzó "Revolution", con un potente sonido compositivo volviendo al metal gótico; álbum cuyo concepto musical crítica la forma humana de vivir (un concepto ya utilizado en Fassade) e invita a todos a concebir de una nueva manera las cosas y a crear una revolución. 
"Heute Nacht" EP sale en el 2013, el que incluye dos temas nuevos y nos da un adelanto del 3.er disco en vivo de la banda, Live in Mexico City, lanzado el 2014. En este último dan un recorrido por sus canciones clásicas, mostrando algunas nuevas reversiones y además interpretando los temas su último disco.
El 6 de noviembre de 2015 publicaron su disco Hoffnung. Semanas antes, ya habían tocado en Alemania en vivo, durante su concierto de Aniversario por los 25 años del banda, dos canciones de dicho disco, "Keine Schatten mehr" y "Kaleidoskop". De este álbum se podía adquirir una versión Deluxe además de la tradicional, la cual incluía el DVD de su gira en México en el "tour Revolution", ya lanzada en el disco en vivo "Live in Mexico City".
El 25 de agosto de 2017 luego de una larga espera por parte de los fanes, la banda presenta su álbum titulado Testimonium la cual presenta sonidos electrónicos sin dejar el estilo característico de Lacrimosa, el álbum contiene 10 canciones.
Sus portadas, encargadas a la mano del dibujante Stelio Diamantopoulos, muestran al arlequín representativo de la banda a través de diferentes situaciones que reflejan el concepto general de cada álbum y una supuesta historia a través de los años. La estética de Tilo y Anne tampoco se deja de lado; con cada año transcurrido asumen una madurez progresiva en todo lo realizado. 
Respecto a su videografía, Lacrimosa cuenta con 2 VHS lanzados el año 1995 y 1997, "The Clips" y "The Silent Clips" respectivamente, los cuales contienen 3 videoclips cada uno incluyendo sus making-of. El año 2000, celebrando su 10° aniversario, Tilo lanza una recopilación de distintas presentaciones titulada "The Live History". En 2005 Lacrimosa presenta "Musikkurzfilme, The Video Collection"; en donde recopila todos sus videos clips hasta aquel año. En 2007 se estrena la película de Lacrimosa, "Lichtjahre", en donde se realiza un documental de la gira del álbum Lichtgestalt, el cual nos muestra algo de la intimidad de banda en Lacrimosa, cosa que Tilo ha sabido reservar muy bien con el paso de los años. El año 2015 se incluye en la Versión Deluxe de su disco Hoffnung el DVD "Live in Mexico City" el cual muestra una presentación realizada durante la gira "Revolution" en "México"

## Miembros

### Miembros actuales
- Tilo Wolff: Composición, Programación, Voz, teclados, piano, acordeón, trompeta, guitarra.
- Anne Nurmi: Voz y teclados.

- Jan Peter Genkel: Guitarra líder.
- Yenz Leonhardt: Bajo y coros.
- Julien Schmidt: Batería y percusión.
- Henrik Flymann: Guitarra rítmica

### Antiguos músicos
- Sascha Gerbig (1995-2007) (Estudio y en vivo): Guitarra.
- Rüdiger "AC" Dreffein (1994-2005) (Estudio y en vivo): Batería.
- Joachim "Piesel" Küstner (1995-2001) (Estudio y en vivo): Guitarra.
- Mane Uhlig (2005-2013) (Estudio y en vivo): Batería.

## Discografía

### Demos
- Clamor - 1990

### Álbumes
- Angst - 1991
- Einsamkeit - 1992
- Satura - 1993
- Inferno - 1995
- Stille - 1997
- Live - 1998
- Elodia - 1999
- Fassade - 2001
- Echos - 2003
- Lichtgestalt - 2005
- Lichtjahre - 2007
- Sehnsucht - 2009
- Schattenspiel - 2010
- Revolution - 2012
- Live in Mexico City - 2014
- Hoffnung - 2015
- Testimonium - 2017
- Zeitreise - 2019
- Leidenschaft - 2021
- Leidenschaft, Pt.2 - 2022
- Lament -2025

### Sencillos y EP
- Alles Lüge - 1993
- Schakal - 1994
- Stolzes Herz - 1996
- Alleine zu Zweit - 1999
- Der Morgen Danach - 2001
- Durch Nacht und Flut -  2002
- Durch Nacht und Flut (Special Edition) - 2002
- Lichtgestalten EP - 2005
- Feuer - 2009
- Heute Nacht EP- 2013
- Schakal 1994-2024 EP - 2024

### Compilaciones y ediciones especiales limitadas
- «Lacrimosa - Live» (Edición Especial Limitada) - 1998: Contiene dos CD, limitado a 1999 copias numeradas, siendo una edición especial del álbum Lacrimosa - Live.
- «Vintage Classix - A Vinyl Collection» (Edición Limitada) - 2002: Colección de Viniles autografiados y limitados a 1000 copias con todos los álbumes hasta entonces más una compilación de canciones de los sencillos.
- «B-Seiten/Single Collection» (Corea) - 2003: Colección de remixes y canciones especiales de los sencillos, basado en la colección del mismo nombre incluida en los viniles de edición limitada «Vintage Classix».
- «Singles Collection» (México) - 2004: Colección en 2 CD de todos los sencillos hasta el 2004 más la canción «Promised Land» (Tierra Prometida), originalmente incluida en la edición Japonesa de Fassade y más tarde en el sencillo «The Party is Over».
- «Lacrimosa Box Set Edición del 15 Aniversario (México)» 2005: Colección de 20 CD que incluyen desde el álbum Angst hasta Lichtgestalt. A Partir de Inferno incluye sencillo. Los CD acompañados en el Digipack angst, einsamkeit y satura contiene temas inéditos. Cada digipack contiene una pieza de un gran póster exclusivo en esta edición.
- «Lacrimosa Singles Collection Tour Edition (China)» 2007: Colección limitada y vendida exclusivamente para China, incluye los siguientes sencillos en digipack: alles luge, schakal, der morgen danach, Durch nacht und flut, alleine zu zweit, Stolzes Herz. Todos resguardados en caja dura de bella calidad.
- «Lacrimosa Tour Edition (México)» 2007: Colección de 4 CD grabados con la imagen del arlequín, incluye un booklet mediano con un póster, el digipack se encuentra protegido por una cubierta metálica, incluye los dos álbumes en vivo existentes a la fecha LIVE y LICHTJAHRE
- «Lacrimosa 1993-2009 THE SINGLES» (México) - 2009: Colección de edición limitada a 2000 copias de 10 CD conteniendo casi todos los sencillos más el sencillo exclusivo para México: «Mandira Nabula»
- «Lacrimosa Schattenspiel LPS Edicion de aniversario (México)» 2010: Colección de 3 vinilos de 12 pulgadas. Se vendieron 2 ediciones diferentes. La edición limitada a 600 piezas a nivel mundial y la edición Black Box limitada a 50 piezas a nivel mundial.
- «Lacrimosa Hoffnung Earbook (México)» 2015: Colección de 2 CD + DVD: CD Hoffnung, CD Eute Nacht y DVD Live in Mexico City, Incluye booklet tipo libro fue firmada por la banda en una sesión exclusiva por scarecrow records.
- «Lacrimosa A Fine Selection Songs from 2005-2016 (México)» 2017: Colección de 2 CD, certificado y limitado a sólo mil copias, conteniendo 20 tracks que fueron especialmente seleccionados por Tilo Wolff y los demás miembros de la banda.

### Videografía
- The Clips 1993-1995 VHS - 1995
- The Silent Clips VHS - 1997
- The Live History VHS - DVD - 2000
- Musikkurzfilme: The Video Collection DVD - 2005
- Lichtjahre: The Lacrimosa Movie DVD - 2007
- Live in Mexico City DVD - 2015

Videos promocionales que se publicaron por cada disco a partir del Satura de 1993 y, a su vez, algunos dieron lugar a EP con el nombre homónimo:
- «Satura» / Satura- 1993
- «Schakal» / Inferno - 1995
- «Copycat» / Inferno - 1995
- «Stolzes Herz» / Stille - 1997
- «Nach der Sturm» / Testimonium - 2017
- «Testimonium» / Testimonium - 2017
- «Raubtier» / Leidenschaft - 2021